# Ungam állomás
Ungam (Eungam) állomás a szöuli metró 6-os vonalának állomása, mely Unphjong-ku (Eunpyeong-gu) kerületben található. A vonal ennél az állomásnál hurok formát képez, csak egy irányba közlekedik, az óramutató járásával ellentétesen, majd visszatér Ungam (Eungam) felé.

## Viszonylatok
| 6-os vonal | 6-os vonal                                | 6-os vonal                              |
| ---------- | ----------------------------------------- | --------------------------------------- |
| végállomás | Ungam (Eungam) hurok egyirányú közlekedés | Jokcshon (Yeokchon) Sinne (Sinnae) felé |
| végállomás | 6-os vonal                                | Szedzsol (Saejeol) Sinne (Sinnae) felé  |